# شوح بلغاري
الشوح البلغاري نوع نباتي شجري ينتمي إلى جنس الشوح من الفصيلة الصنوبرية.

## الانتشار
موطنه جبال البلقان (شمال اليونان وبلغاريا ومقدونيا وألبانيا وصربيا).